# Pregau – Kein Weg zurück
Pregau – Kein Weg zurück (in Deutschland: Mörderisches Tal – Pregau) ist der Titel einer vierteiligen österreichisch-deutschen Miniserie, die von ORF und ARD produziert wurde und Ende September bzw. Anfang Oktober 2016 erstmals im Fernsehen zu sehen war.

## Episodenübersicht
| Nr. | Episodentitel  | Erstausstrahlung Österreich (ORF) | Zuschauer Österreich | Erstausstrahlung Deutschland (ARD) | Zuschauer Deutschland |
| --- | -------------- | --------------------------------- | -------------------- | ---------------------------------- | --------------------- |
| 1   | Der Fehler     | 26. September 2016                | 839.000              | 25. Dezember 2016                  | 2,79 Mio.             |
| 2   | Die Lügen      | 27. September 2016                | 700.000              | 26. Dezember 2016                  | 2,97 Mio.             |
| 3   | Die Erpressung | 30. September 2016                | 469.000              | 27. Dezember 2016                  | 3,01 Mio.             |
| 4   | Der große Tag  | 4. Oktober 2016                   | 651.000              | 28. Dezember 2016                  | 2,75 Mio.             |

## Handlung

### Episode 1: Der Fehler
Der Film spielt in Pregau, einer fiktiven Kleinstadt in der Obersteiermark. Hier versieht der aus Deutschland stammende Streifenpolizist Hannes Bucher als Gruppeninspektor seinen Dienst. Vor Jahren hat er in den Familien-Clan Hartmann, der in Pregau dominiert und mit dem der Hölzls verfeindet ist, eingeheiratet, danach aber mit seiner Frau Maria und seiner psychisch kranken Tochter Sandra in Salzburg gelebt. Obwohl er beide über alles liebt, bröckelt die Ehe. Erst einige Monate zuvor ließ sich die Familie in Pregau nieder, wo Hannes durch die Protektion des Clans, der ihn insgeheim verachtet, eine Stelle in der dortigen Polizeiinspektion bekam, weil er sich auf der vorigen Stelle gemobbt fühlte.
In der Nacht der Feier zum 100-jährigen Firmenjubiläum der Spedition Hartmann ertappt Hannes seine minderjährige Nichte Rosa und deren Freund Gregor Hölzl, wie sie alkoholisiert und ohne Führerschein mit Gregors Sportwagen zu schnell fährt. Da die Hartmanns und die Hölzls verfeindet sind, ist die Situation für Rosa doppelt problematisch. Damit Hannes von einer Anzeige absieht, verführt Rosa ihren Onkel zu Oralsex. Dies bekommen sowohl Gregor und teils auch der in der Nähe zurückgezogen wohnende Max Dirrmeyer mit. Hannes verpflichtet den aufgebrachten Gregor, dass nur er das Auto lenken soll, und lässt die beiden weiterfahren.
Am Morgen wird Hannes zu einem Unfall gerufen. Es ist der noch in der Vornacht verunglückte Sportwagen Gregors. Rosa, die erneut am Steuer saß, ist tot. Gregor hat den Unfall zwar überlebt, liegt jedoch im Koma. Rosas Halbbruder Sebastian, den mehr als nur Bruderliebe mit seiner toten Schwester verbunden hat, versucht die Hintergründe ihres Todes aufzudecken, und je mehr Hannes alles zu vertuschen versucht, desto stärker gerät er unter Druck.

### Episode 2: Die Lügen
Hannes' Frau Maria beginnt ein Verhältnis mit ihrem Neffen Lukas und sie verbringen eine Nacht im Nachtclub Eva. Die ganze Familie sucht währenddessen noch immer verzweifelt den plötzlich verschwundenen Sebastian.
Die Familie Hartmann, die eine Spedition betreibt, kämpft gegen den Verkauf der gemeindeeigenen Tierkörperverwertungsanstalt an Gregor Hölzl, Sr., weil sie um ihre Speditionsaufträge fürchtet. Vizebürgermeister Feichtinger, der über den Verkauf zu befinden hat, und Dana, eine Angestellte des Nachtclubs, lassen sich auf einen One-Night-Stand im Nachtclub ein. Dieser gehört insgeheim auch den Hartmanns und die Zimmer werden videoüberwacht. Fotos der Nacht nutzt Elias Hartmann, um Feichtinger zu erpressen. Auf anderer Ebene versucht die Familie seit Jahren, den Bau einer Umfahrungsstraße zu verhindern, um den Wert ihrer Immobilien im Gewerbegebiet zu steigern. Da sich der Pfarrer der Stadt für die Straße einsetzt, erhält die Pfarrei keine Spenden von den Hartmanns mehr, worunter sie sehr leidet.
Für Hannes ist Sebastian, über den bekannt wird, dass er bereits wegen psychischer Probleme im Krankenhaus war, eine tickende Zeitbombe, da er mit seinen Nachforschungen zur Unfallnacht vorankommt, indem er Max in dessen Haus solange quält, bis dieser ihm schließlich seine Beobachtungen preisgibt. Sebastian fährt mit Max' abgemeldetem Wagen zum Nachtclub, in dem Hannes gerade ermittelt. Bordellwirt Anton flüchtet mit den Prostituierten und Hannes trifft nur ein Mädchen an: die nach einem Fluchtversuch eingesperrte Dana. Als Sebastian kurz darauf Hannes im Bordell allein antrifft und mit einem Samuraischwert bedroht, erschießt dieser ihn in Notwehr. Aus Angst, dass dies sein Leben vollends zerstört, fährt Hannes mit der Leiche im Kofferraum von Max' Auto los.

### Episode 3: Die Erpressung
Auf dem Weg zu Max wird Hannes von seinem Vorgesetzten, dem lokalen Polizeikommandanten Abteilungsinpektor Ferdinand Oswald, gestoppt. Nur mit Mühe kann er diesem sein Handeln erklären. Die Leiche im Kofferraum bleibt unentdeckt. Nach Zureden von Max will Hannes schon aufgeben, doch plötzlich will jener für ein Schweigegeld von 50.000 Euro ihm beim Abtransport der Leiche helfen. Hannes meldet sich krank und vergräbt Sebastian in der Nacht am Friedhof, wobei er allerdings von Dana überrascht, aber auch unterstützt wird. Am nächsten Tag kann Hannes nur 20.000 Euro für Max auftreiben, indem er sein fast neues Auto verkauft.
Dana erzählt Hannes, dass Elias in die Geschäfte des Bordells verstrickt ist. Hannes versteckt Dana in einer verlassenen Waldhütte und holt ihre Ersparnisse aus dem Nachtclub. Die psychisch angeschlagene Schwester Marias, Edith, besucht Pfarrer Stöckl – offiziell wegen der Begräbnisvorbereitungen – und versucht diesen im Auftrag der Familie von seinem Engagement für die Umfahrungsstraße abzubringen und verführt ihn schließlich.
Unterdessen stößt Revierinspektor Matthias Hecker auf Hinweise, die auf eine Verwicklung seines ranghöheren Kollegen Hannes mit Rosas und Gregors Autounfall deuten. Hecker erkennt, dass der Schlüssel zum Unfall der Platz bei Max' Haus sein muss, an dem Hannes vermutlich Rosa und Gregor im Rahmen einer Verkehrskontrolle angehalten hat. Nach einer Befragung von Max kann er sich alles zusammenreimen und fordert Oswald auf, von Hannes eine Speichelprobe zu verlangen, da bei Rosa Spermaspuren gefunden wurden, die noch niemandem zugeordnet werden konnten.
Parallel zu diesem Fall wird wegen eines mysteriösen Schützen ermittelt, der Lastwagen auf der nahen Autobahn beschießt. Dabei entwickelt der ebenfalls in Deutschland geborene und von den Kollegen abschätzig behandelte Inspektor Manuel Brandstetter die Theorie eines geplanten Amoklaufs. Über eine verlorene Skimütze stößt er auf Max' Bruder Tom Dirrmeyer. Dieser lebt, angefeindet von den Nachbarn, in einer Arbeitersiedlung. Bei der Befragung in dessen Wohnung erhärtet sich der Verdacht. Nach Eintreffen des von Manuel telefonisch zu Hilfe gerufenen Hannes eskaliert die Situation allerdings und Tom erschießt Manuel.

### Episode 4: Der große Tag
Da Tom über alle Vergehen von Hannes Bescheid weiß, wird auch der Mord an Manuel vertuscht. Max begräbt diesen neben Sebastian auf dem Friedhof. Tom hat Unmengen von Sprengstoff in einer Höhle gehortet und wartet auf den „großen Tag“, an dem er etwas damit anstellen kann.
Hannes kehrt zur Polizeiinspektion zurück, als ob nichts gewesen wäre. Er wird zu einer Pension gerufen, wo der aus dem Club geflüchtete Zuhälter Anton randaliert, den er festnehmen kann. Von diesem erfährt er, dass die Familie Hartmann das Bordell betreibt. Ebenso weiß er nun, dass Johann und Elias Hartmann Rosa in jener Nacht verfolgen ließen und somit sofort vom Unfall erfuhren, aber Anweisung gaben, nichts zur Rettung Gregors zu unternehmen.
Hannes informiert seine Frau von dieser Ungeheuerlichkeit. Die geschockte Maria hat inzwischen beschlossen, Mann und Kind zu verlassen. Im Spital erwacht Gregor; er kann zwar nicht sprechen, aber eine Aussage schreiben, die sein Vater dem Abteilungsinspektor Oswald überbringt. Doch auch dieser informiert zuerst einmal die Hartmanns. Er kündigt an, er werde spätestens am nächsten Tag eine Speichelprobe von Hannes nehmen müssen.
Dieser fährt mit seiner Tochter Sandra zu Dana ins Jagdhaus und übernachtet dort. Am nächsten Morgen besucht ihn Maria mit Gregors Aussage in der Inspektion und stellt ihn zur Rede. Die Familie will jedoch auch den DNA-Test fälschen. Hannes willigt ein, will aber eine Million Euro Schmerzensgeld für Sandra.
Während des anschließenden Begräbnisses von Rosa fährt Hannes ins Bordell und findet dort kompromittierende Aufnahmen von Maria und Lukas. Beim Leichenschmaus erfährt Maria vom Mädchenhandel ihrer Familie. Zuerst schlägt Elias vor, Hannes in der Tierkörperverwertungsanstalt zu entsorgen, Johann will jedoch die Million bar auszahlen.
Mit der Geldübergabe beauftragt Hannes seinen Tennispartner, den Krankenpfleger Günther Prechtl, und erzählt ihm die ganze Geschichte. Dieser ruft aus Geldgier sofort Maria an und erzählt ihr von der Tötung Sebastians. Hannes erfährt aber vom Verrat und weiß, dass man ihn nun nicht mehr laufen lassen wird. Er besucht Tom und erklärt ihm, dass der „große Tag“ nun angebrochen sei.
Günther bringt das Geld zu einem Anwalt und trifft Hannes danach im Nachtclub. Dort wird dieser auch von den Hartmanns erwartet. Er wird gefesselt und verhört. Bis zum Schluss hofft er, Maria zurückgewinnen zu können. Doch diese interessiert sich nicht einmal mehr für Sandra, die inzwischen mit Dana Richtung Wien aufgebrochen ist. Nach und nach treffen alle wichtigen Beteiligten, auch die Hölzls und die Polizisten Oswald und Hecker, im Nachtclub ein. Auf ein telefonisches Kommando von Hannes sprengt Tom diesen auf spektakuläre Weise. Nur Tom, Max, der Pfarrer, Dana und Sandra überleben.

## Hintergrundinformationen
Pregau wurde mit einem Budget von 6,3 Millionen Euro ausschließlich in Österreich gedreht. Die steirische Gemeinde Eisenerz bot die Kulisse von Pregau. Weiters wurde in Wien, Niederösterreich und im Land Salzburg gedreht. Die Dreharbeiten dauerten von Juni bis Oktober 2015.
Das Titellied „Kommst Du mit mir“ wird von Ibadet Ramadani gesungen.